# Anapisona kartabo
Espèce
Anapisona kartabo est une espèce d'araignées aranéomorphes de la famille des Anapidae.

## Distribution
Cette espèce est endémique du Guyana. Elle se rencontre vers Kartabo.

## Description
Le mâle holotype mesure 1,04 mm.

## Étymologie
Son nom d'espèce lui a été donné en référence au lieu de sa découverte, Kartabo.

## Publication originale
- Forster, 1958 : Spiders of the family Symphytognathidae from North and South America. American Museum Novitates, no 1885, p. 1-14 (texte intégral).